# Predigerkirche (Zurigo)
La Predigerkirche (letteralmente: "Chiesa dei predicatori") era una chiesa fondata, insieme a un convento, a Zurigo dai domenicani nel XIII secolo. Con la riforma protestante fu trasformata in luogo di culto protestante.

## Storia

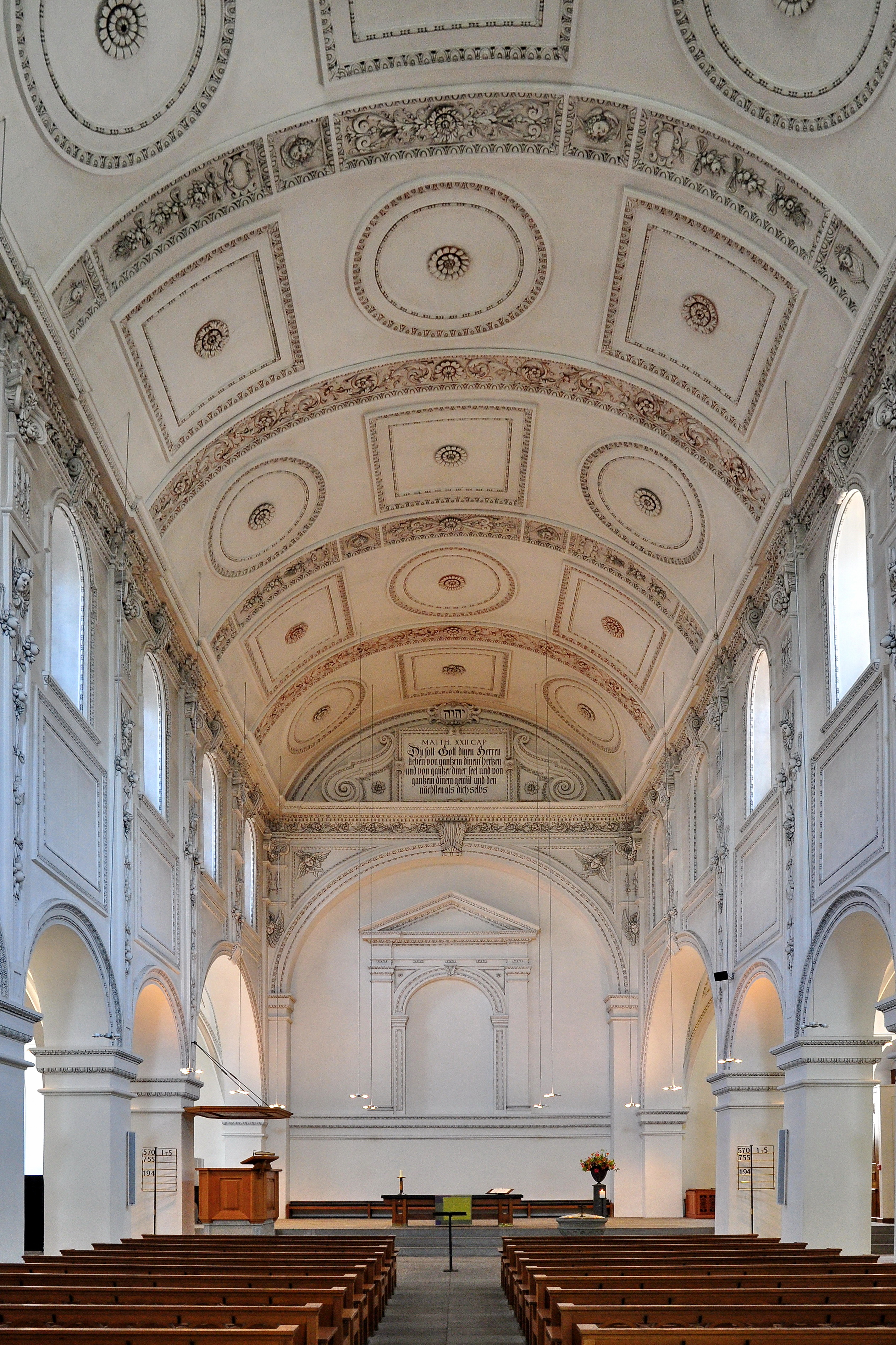
L'interno della chiesa (2011)

Poco dopo la fondazione dell'ordine domenicano, i monaci predicatori (Predigermönche) vennero chiamati a Zurigo dal Consiglio cittadino. Nel Niederdorf costruirono un monastero e una chiesa.
La chiesa dei domenicani, costruita in stile romanico fu terminata nel 1269.
Nella prima metà del XIV secolo, il monastero costituiva il centro della vita culturale della città; poco dopo la sua influenza perse d'importanza. 

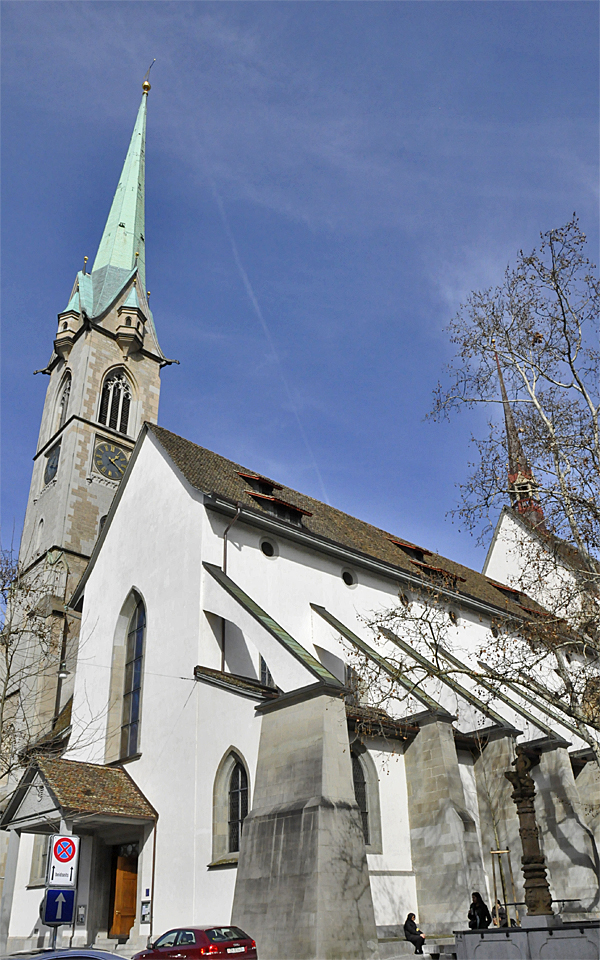
L'attuale aspetto della Predigerkirche

Nel Medioevo la confraternita dei membri del Consiglio che andò in pellegrinaggio a Santiago di Compostela possedeva un altare nella Predigerkirche.
Nella prima metà del XIV secolo il coro venne rifatto in stile alto gotico; è una delle opere più importanti dell'architettura dell'ordine dei frati questuanti in Svizzera. 
Nel 1524 il Consiglio cittadino, sotto l'influsso della Riforma, chiuse il monastero. 
Verso il 1540 la navata e il coro vennero divisi da un muro.
I servizi religiosi per il quartiere e l'ospedale dello Spirito Santo (Heiliggeist) adiacente alla chiesa (da cui spesso il nome di Kirche zu Predigern und Heiliggeist), all'epoca venivano tenuti nel coro che era separato dalla navata della chiesa, e ciò fino all'inizio del XVII secolo, quando venne effettuata la trasformazione della navata. All'epoca la parrocchia divenne autonoma.  
Dal 1606 al 1614 la navata venne trasformata nella prima sala di chiesa protestante del primo barocco nell'area culturale della Germania meridionale. L'ideazione di questa sala di preghiera, con in mezzo alla parete frontale un'edicola, e sotto di essa il fonte battesimale, divenne un modello per molte costruzioni di chiese ortodosse riformate. 

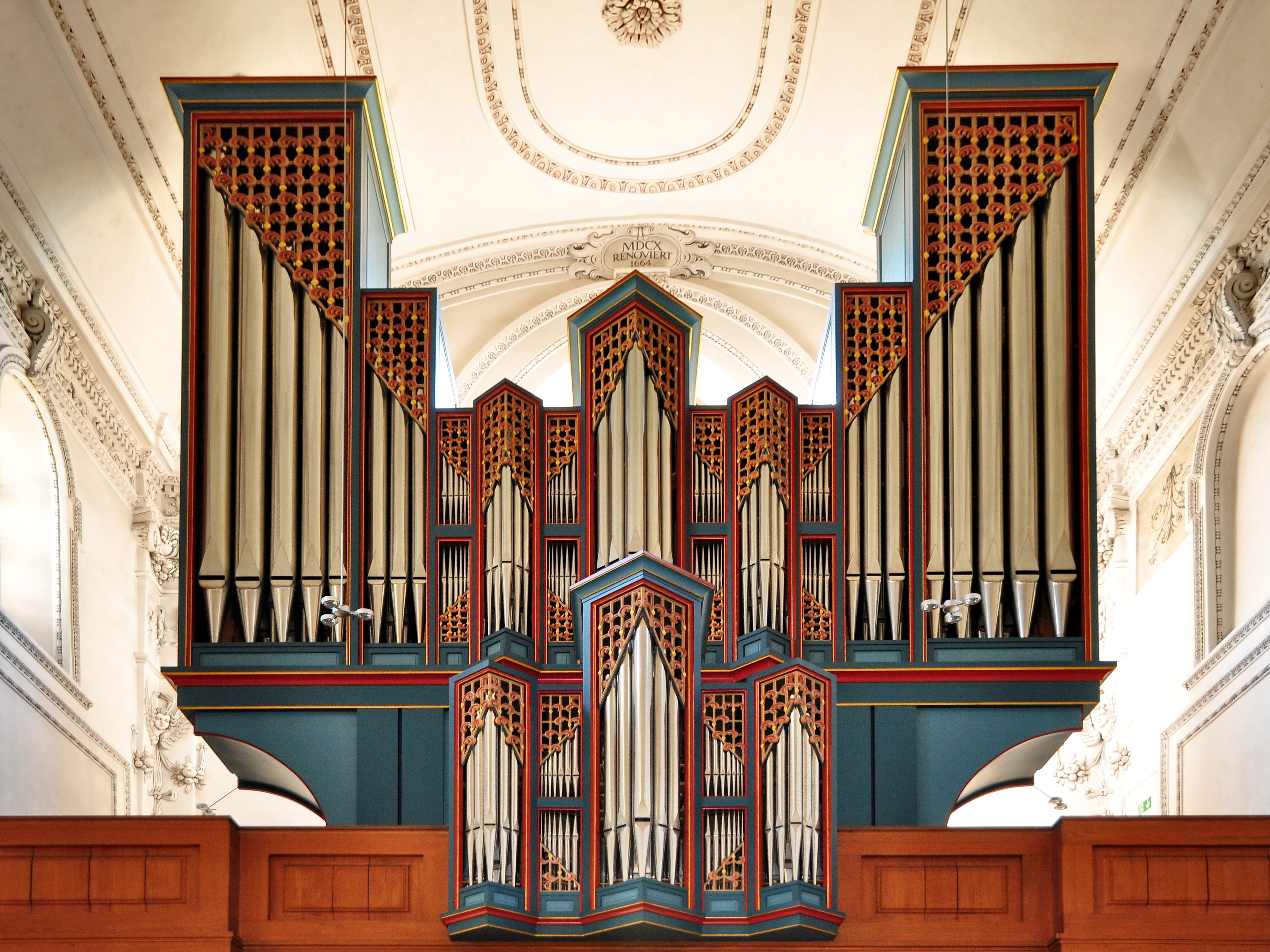
L'attuale organo principale della Predigerkirche

Nel 1873 nel coro della chiesa venne collocata la biblioteca cantonale. Nel 1879 la Predigerkirche acquisì il primo organo dopo la Riforma. Nel 1887 l'edificio del monastero venne distrutto da un incendio; al suo posto nel 1915 sorse la Zentralbibliothek. Nel 1900, la chiesa venne dotata della torre più alta della città che misura 97 metri, progettata da G. Gull e chiaramente ispirata a quelle crollate del Grossmünster. Interamente restaurata negli anni sessanta. Sono di questi anni l'organo (46 registri) e l'arazzo sulla parete frontale di Ruth von Fischer.

## Persone legate allaPredigerkirche
Al tempo della Riforma, per un breve periodo divenne parroco della Predigerkirche lo spiritualista scacciato da Wittenberg, A. Bodenstein detto Karlstadt. Gottfried Keller è stato battezzato alla Predigerkirche, e come si può leggere in Enrico il Verde vi è anche stato cresimato: in questa chiesa è stato ugualmente battezzato il suo contemporaneo Conrad Ferdinand Meyer.